# Chevrolet El Camino
Chevrolet El Camino — ют американской компании Шевроле. Выпускался с 1959 по 1960 и с 1964 по 1987 год. El Camino появился в ответ на успешные продажи Ford Ranchero. В Мексике автомобиль назывался Chevrolet Conquistador. GMC Sprint, позднее переименованный в GMC Caballero являлся модификацией El Camino.

## Первое поколение
В ответ на появление в 1957 году Ford Ranchero в новом для Америки стиле Ют, стилисты Chevrolet разработали новый пикап, который вышел в 1958 году (1959 модельный год). К тому времени полноразмерные Форд Ранчеро выпускались последний год. Таким образом, El Camino и Ranchero напрямую конкурировали только в 1959 модельном году. Было продано 22 246 El Camino, против 14 169 продаж Ford Ranchero.

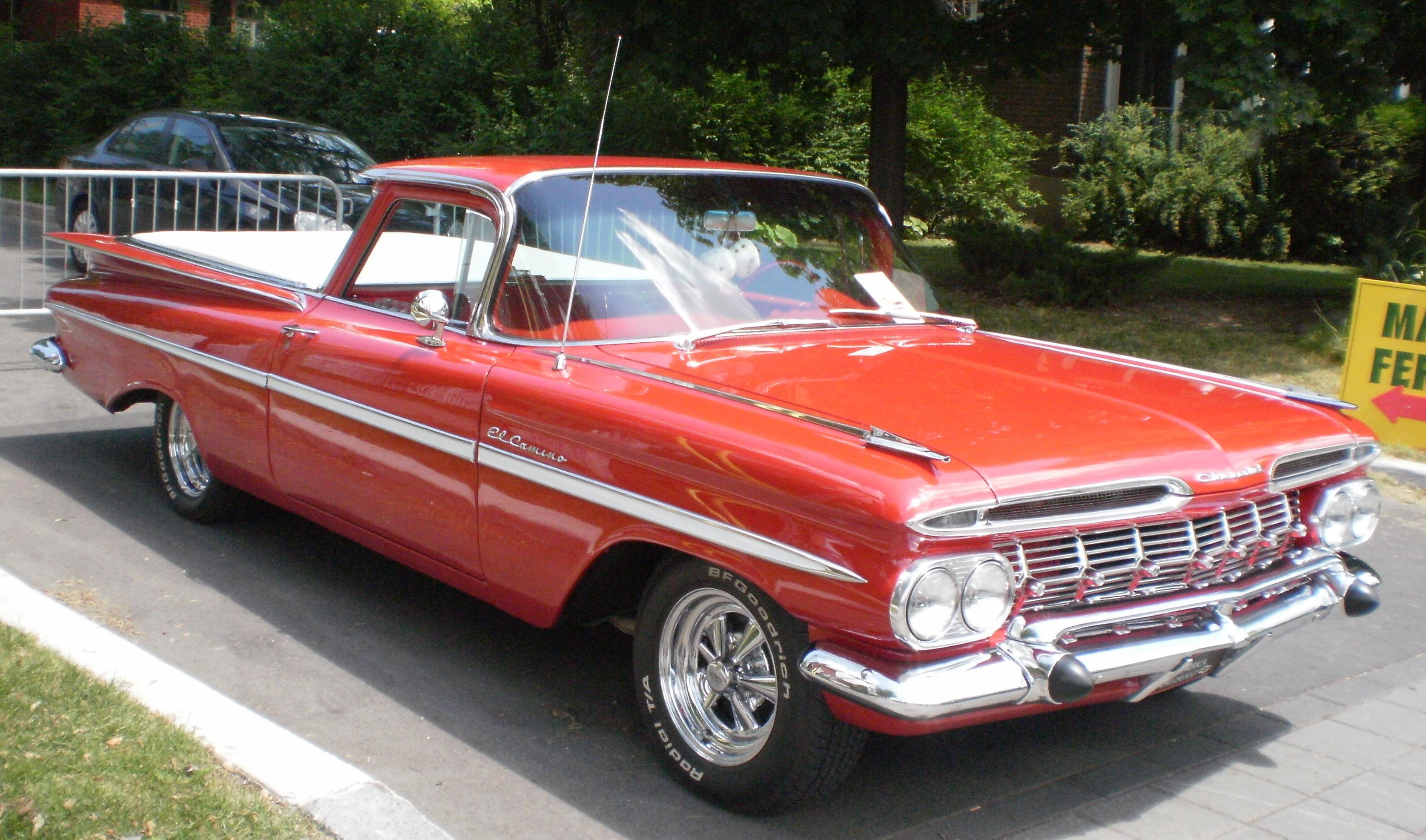
El Camino 1959 года

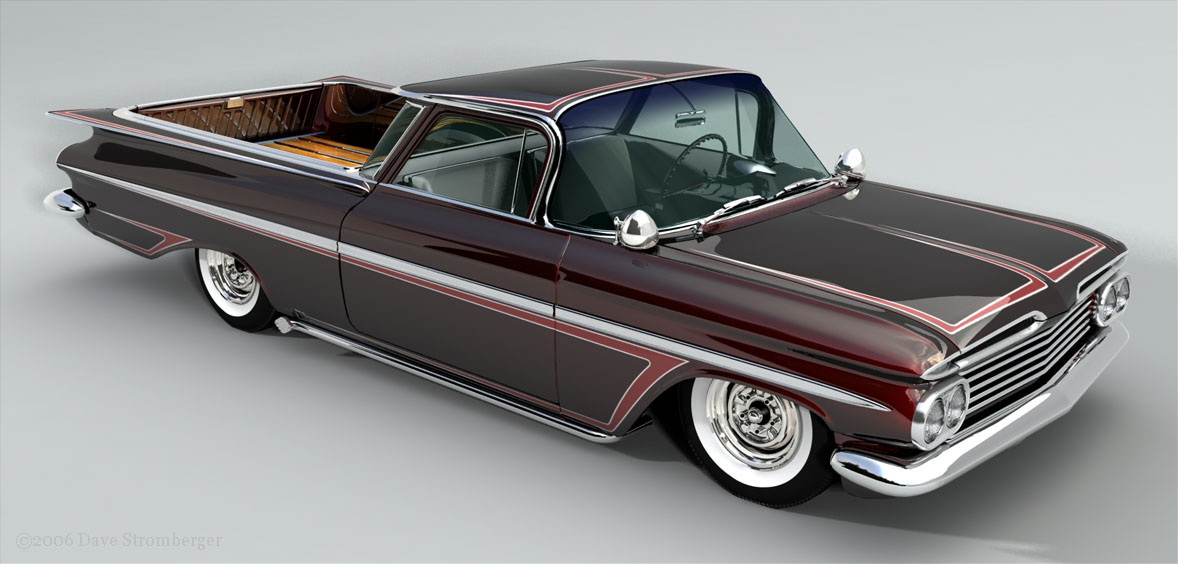
El Camino 1959 года, 3D-модель от David R.Stromberger

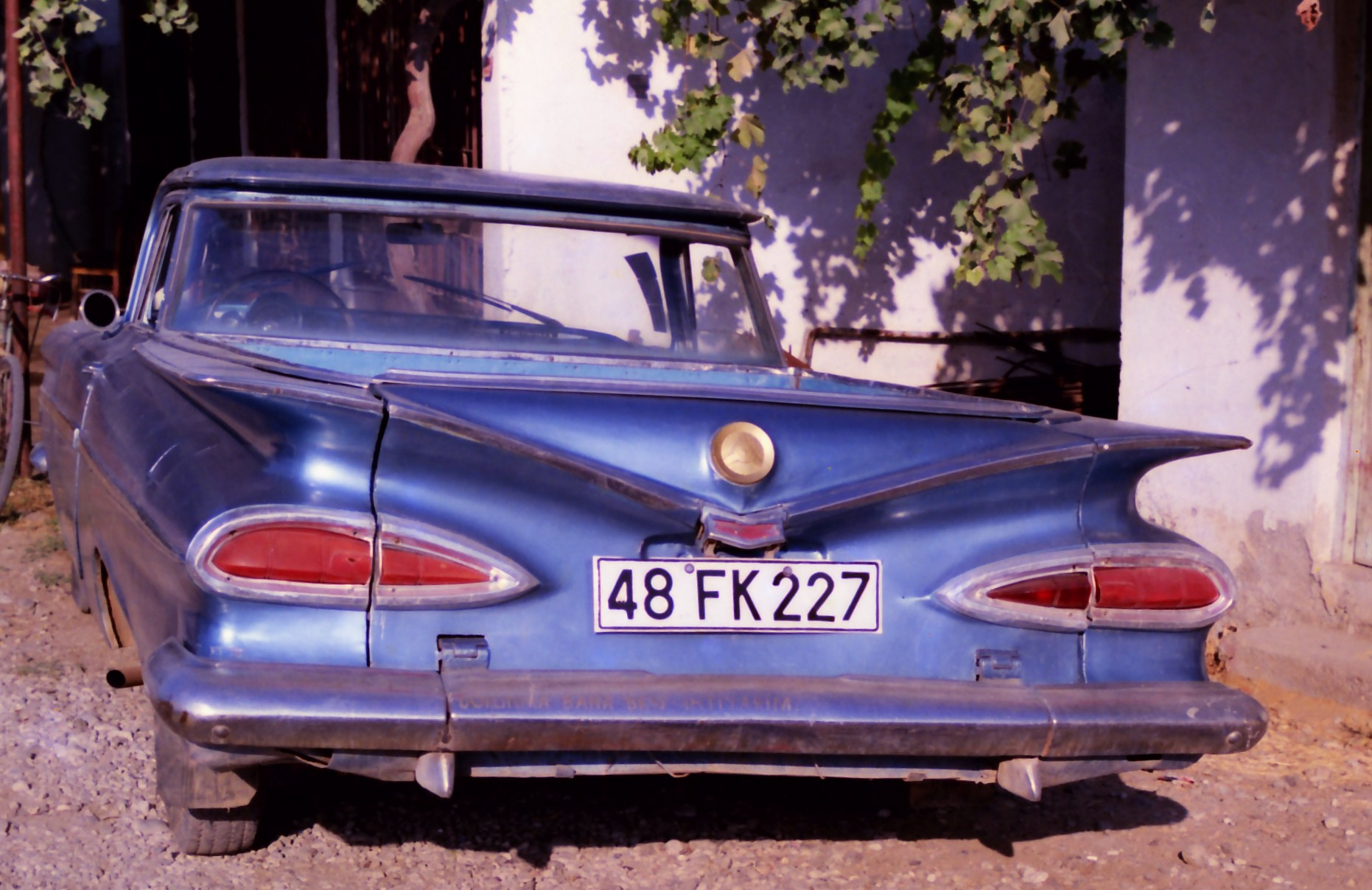
El Camino 1959 года

Как Ранчеро, модель El Camino была основана на существующей платформе, а именно на платформе универсала Chevrolet Brookwood 1959 года. Характеристики: X-образная конструкция рамы и пружинная подвеска, а также 119-дюймовая (3023 мм) колёсная база. Причудливая пневматическая подвеска была внесена в список доступных опций, но почти никогда не встречалась ни на одной модели Chevrolet, а тем более на El Camino. El Camino 1959 года был первым пикапом Chevrolet с металлической грузовой платформой (вместо деревянной), пол был из гофрированного листового металла.
Двигатель — Turbo-jet V8 (CID283, 4.6L) с двух- или четырёхкамерным карбюратором или Turbo-Thrust V8 (CID348, 5.7L) с одним четырёхкамерным или тремя двухкамерными карбюраторами (последний развивал мощность до 335 л. с. к середине 1959 года). Были доступны даже 250- и 290-сильные 283-кубовые (в дюймах) двигатели с механическим впрыском топлива Ramjet.
Журнал «Hot Rod» провёл испытания Эль Камино, в версии начала 1959 года — 348-й V8 (5.7L), 315 л. с., три карбюратора, четырёхступенчатая трансмиссия. Разгон 0—60 миль/час — примерно за семь секунд, максимальная скорость — в 130 миль/ч (210 км/ч), и четверть мили за 14 секунд (для серийной машины 1959 года).
В 1960 году модели с шестицилиндровыми двигателями продавались по $2366, с доплатой $107 ставились V8 CID283. Внешность стала больше напоминать Chevrolet Bel Air, а внутри сохранился Chevrolet Brookwood. Доступные цвета салона — серый, синий и зелёный. Базовый 283-кубовый (4.6L) двигатель V8 для экономии топлива был дефорсирован (по современным стандартам до 170 л. с.), а варианты с впрыском топлива двигателей были официально отменены.
Продажи в 1960 году упали на треть (было продано только 14 163 машин), и Chevrolet прекратил продажи модели.

## Второе поколение
Спустя четыре года после прекращения продаж первого поколения Chevrolet повторно выпустил El Camino, теперь на основе Chevrolet Chevelle. Модель 1964 года была идентична Chevelle, однако Chevrolet El Camino продавался в качестве утилитарной модели, и самые мощные двигатели от Chevelle не были доступны. Первоначально список двигателей включал шестицилиндровые двигатели объёмом 194 и 230 кубических дюймов с мощностью 120 и 155 л. с. соответственно. Стандартный V8 был объёмом 283 кубических дюйма (названный Chevy small-block) с двухкамерным карбюратором и развивал 195 лошадиных сил (145 кВт). Дополнительно предлагался 220-сильный 283-й двигатель с четырёхкамерным карбюратором и двойным выхлопом. В дополнение к списку опций Эль Камино во время 1964 модельного года появились две версии V8 объёмом 327 кубических дюймов, мощностью 250 и 300 лошадиных сил (последняя с более высокой степенью сжатия 10.5:1, четырёхкамерным карбюратором и двойным выхлопом).

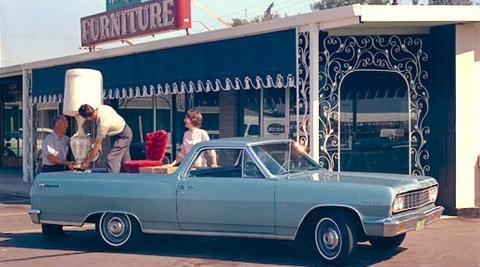
El Camino 1964 года

В 1965 году El Camino получил новое оформление передней части, он стал похож на переработанные полноразмерные автомобили Chevrolet. В 1965 году также добавился к списку опций двигатель L-79 с более высокой производительностью — версия 327 мощностью 350 л. с. (261 кВт).
1966 год добавил в список двигателей 396-й (6,5L) двигатель V8 мощностью от 325 до 375 л. с. Новая приборная панель с горизонтальным спидометром, интерьер от Chevelle Malibu (в версии Custom), поворотные ковшеобразные сиденья с консолью (как опция).
В 1967 году El Camino повторил переднюю облицовку нового Chevelle с новой решёткой радиатора, передним бампером и отделкой. 1967 год также принес складную рулевую колонку и дисковые тормоза (как опция), 3-скоростную автоматическую коробку передач Turbo Hydramatic 400. 3-скоростная механическая коробкой передач осталась стандартной коробкой передач, также осталась доступна 2-х скоростная автоматическая Powerglide.

## Третье поколение

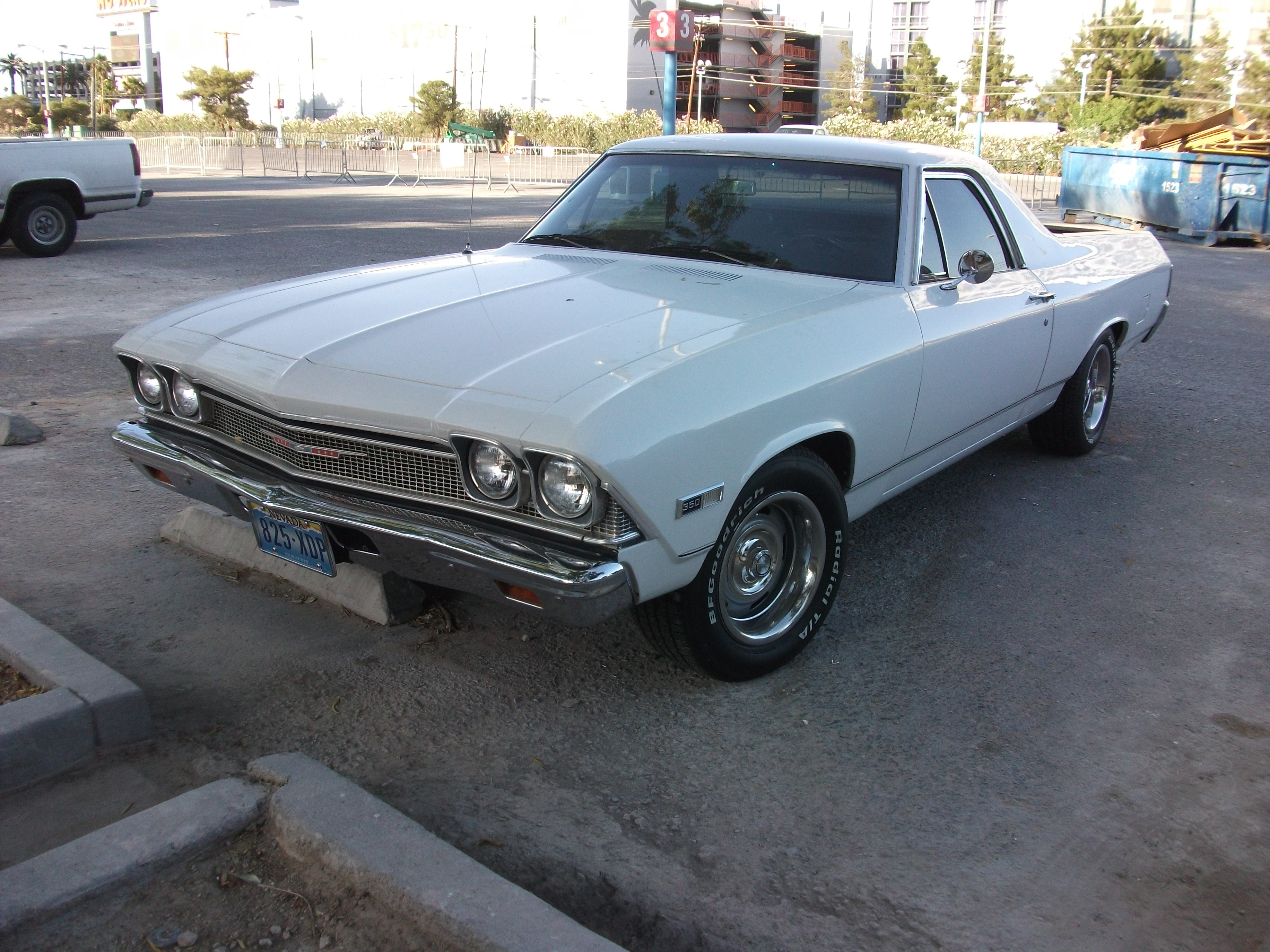
El Camino 1968 года

El Camino в 1968 году стал выпускаться на более длиннобазной основе — Chevelle Station Wagon (колёсная база 2946 мм), наружной и внутренней отделкой он поделился также с Chevelle Malibu. Интерьер был обновлён, включая ткани и винил. Появилась новая, высокопроизводительная версия SS396 с двигателем Turbo-Jet 396 (в двух версиях 325 л. с. или 350 л. с.). Впервые с конца 1966 года вернулась в официальный список вариантов версия с двигателем L78 (375 л. с.) с четырёхкамерным карбюратором. Трехступенчатая механическая коробка передач была стандартной со всеми двигателями, четырёхступенчатая или автоматическая — как опция.

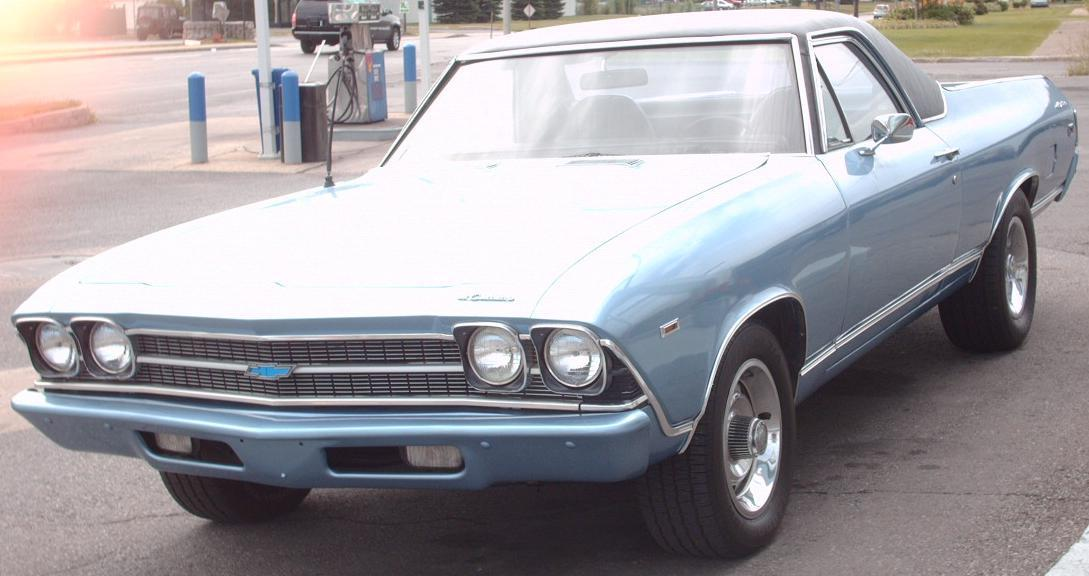
El Camino 1969 года

Модели 1969 года получили незначительные изменения — стиль стал более округлым. Впервые в El Camino стал использоваться двигатель Chevrolet 350 V8. Версии Super Sport включали 265- или 325-сильные V8. Более мощные версии с 396 двигателем, развивали 350 или 375 лошадиных сил. В список опций включены электрические стеклоподъёмники и замки.
1970 модельный год принёс новые изменения во внешности, интерьер был также переделан. В этом же году вышла самая мощная El Camino в серии с двигателем LS6 454CID мощностью 450 л. с. и крутящим моментом 680 Н·м), что дало El Camino 13 секунд на дистанции 1/4 мили (и 169 км/ч).

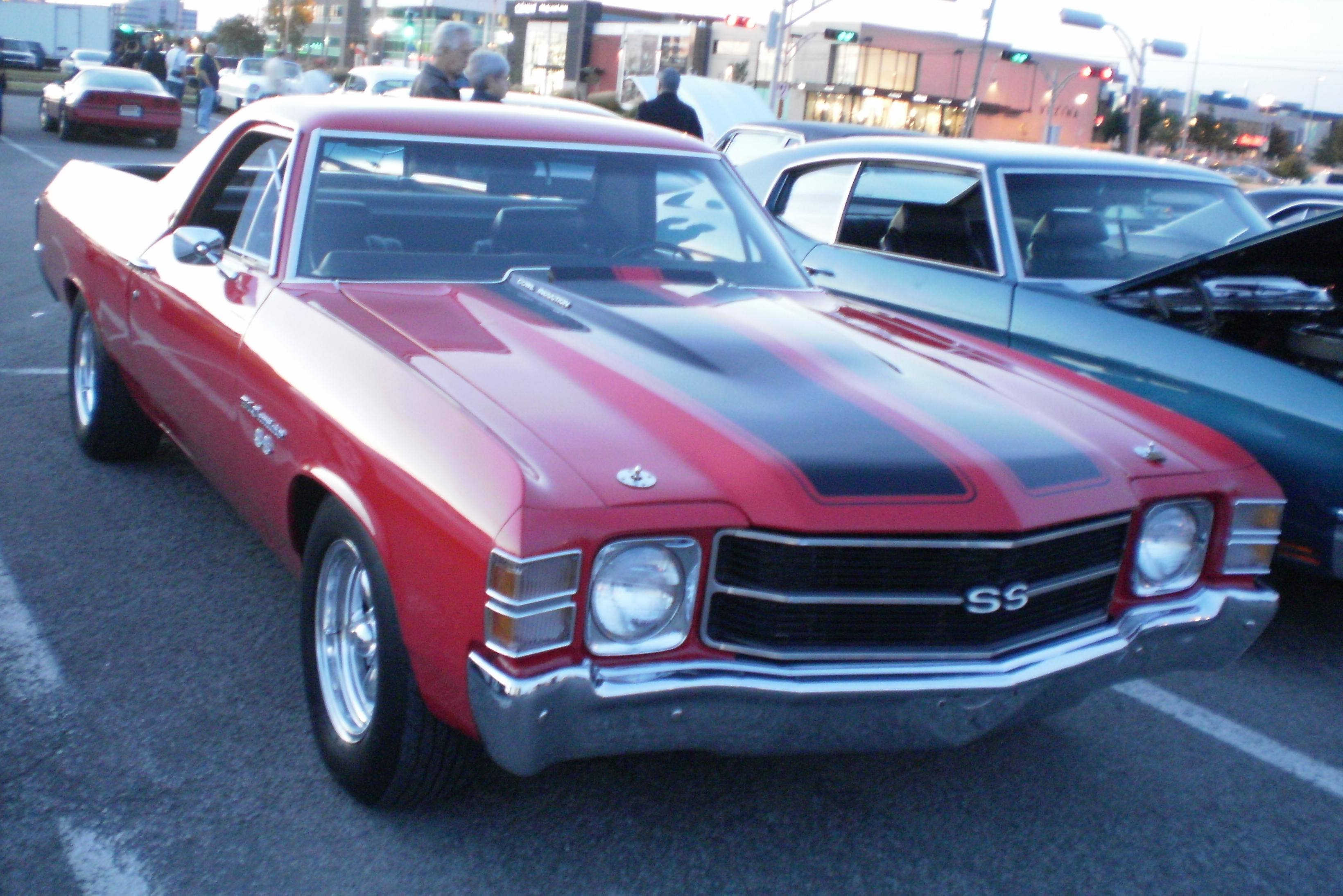
El Camino 1971 года

El Camino 1971 года получил свежий интерфейсный стиль, включавший единичные фары, новую решётку радиатора и переработанный бампер с интегрированными фонарями. В 1971 году, согласно новым ограничениям, для применения неэтилированного топлива с более низким октановым числом пришлось уменьшить степень сжатия двигателей и добавить систему контроля выбросов выхлопных газов. Мощность и производительность были уменьшены. Список двигателей 1971 года включал шестёрку 250CID, небольшие V8 307 и 350 кубических дюймов, а также большие V8 402 и 454 кубических дюймов.
В 1972 году El Camino мало изменился. Двигатели предлагались от 110-сильной рядной шестёрки до 270-сильной 454-й V8 при «чистой» системе измерения мощности.

## Галерея

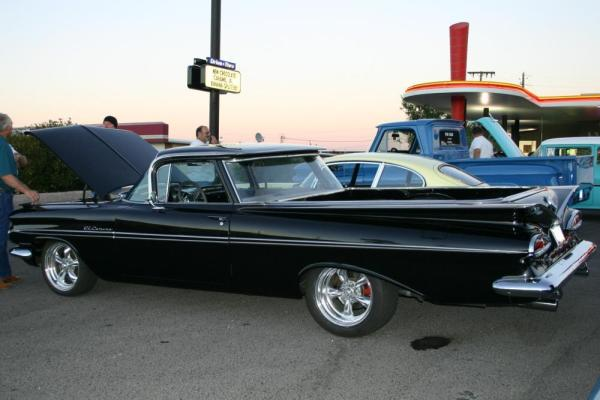
1959 Chevrolet El Camino
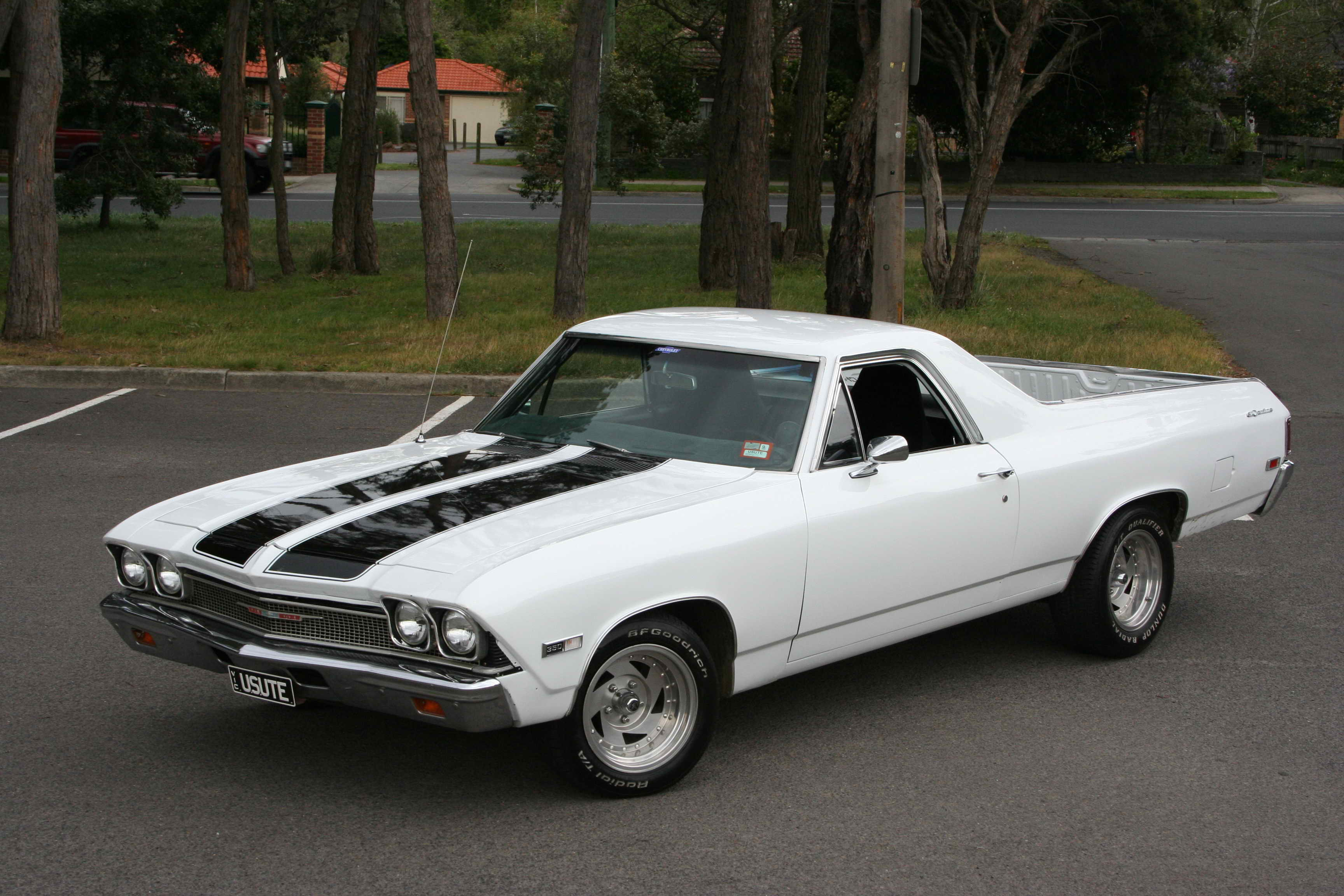
1968 Chevrolet El Camino
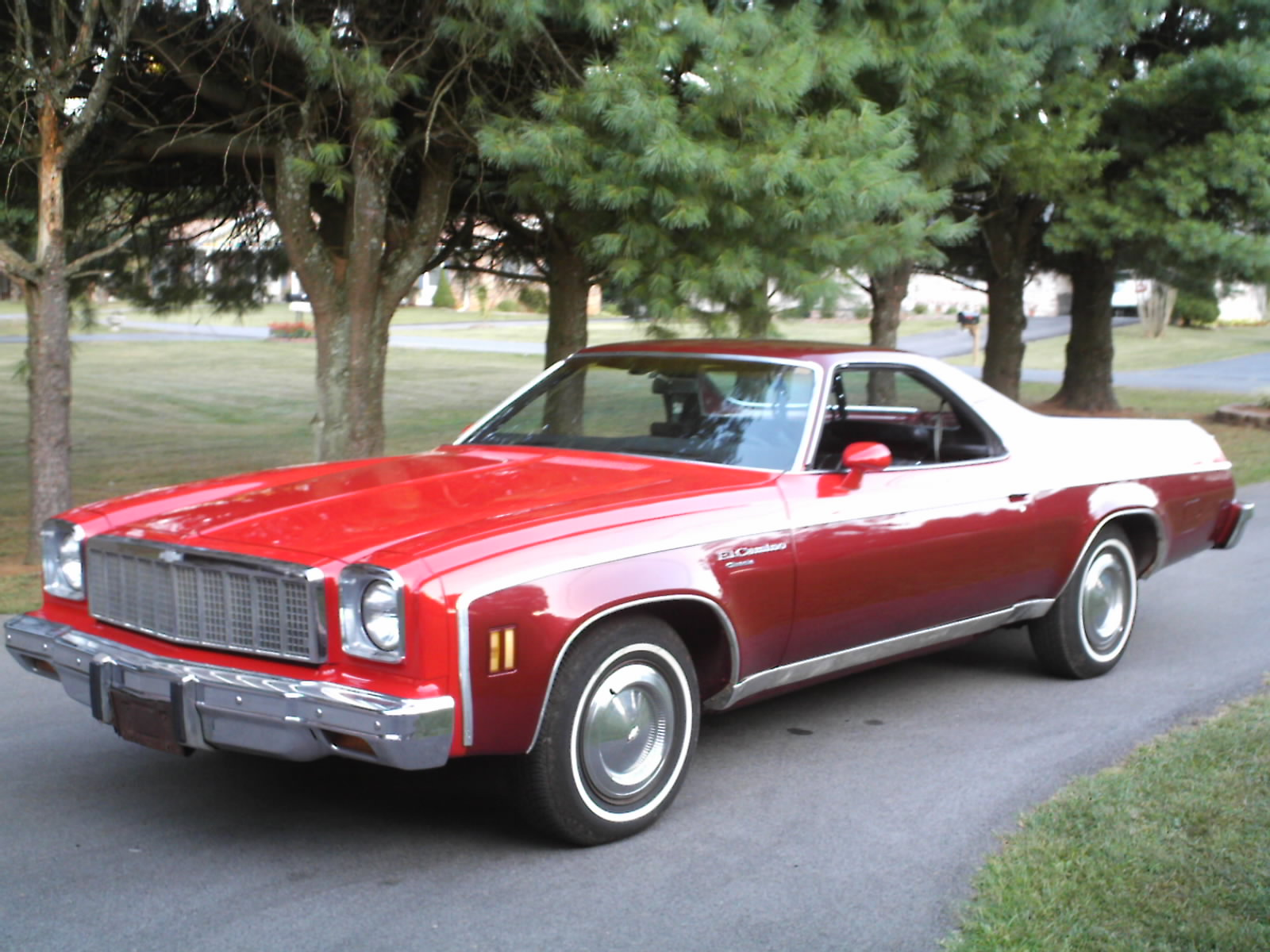
1975 Chevrolet El Camino Classic
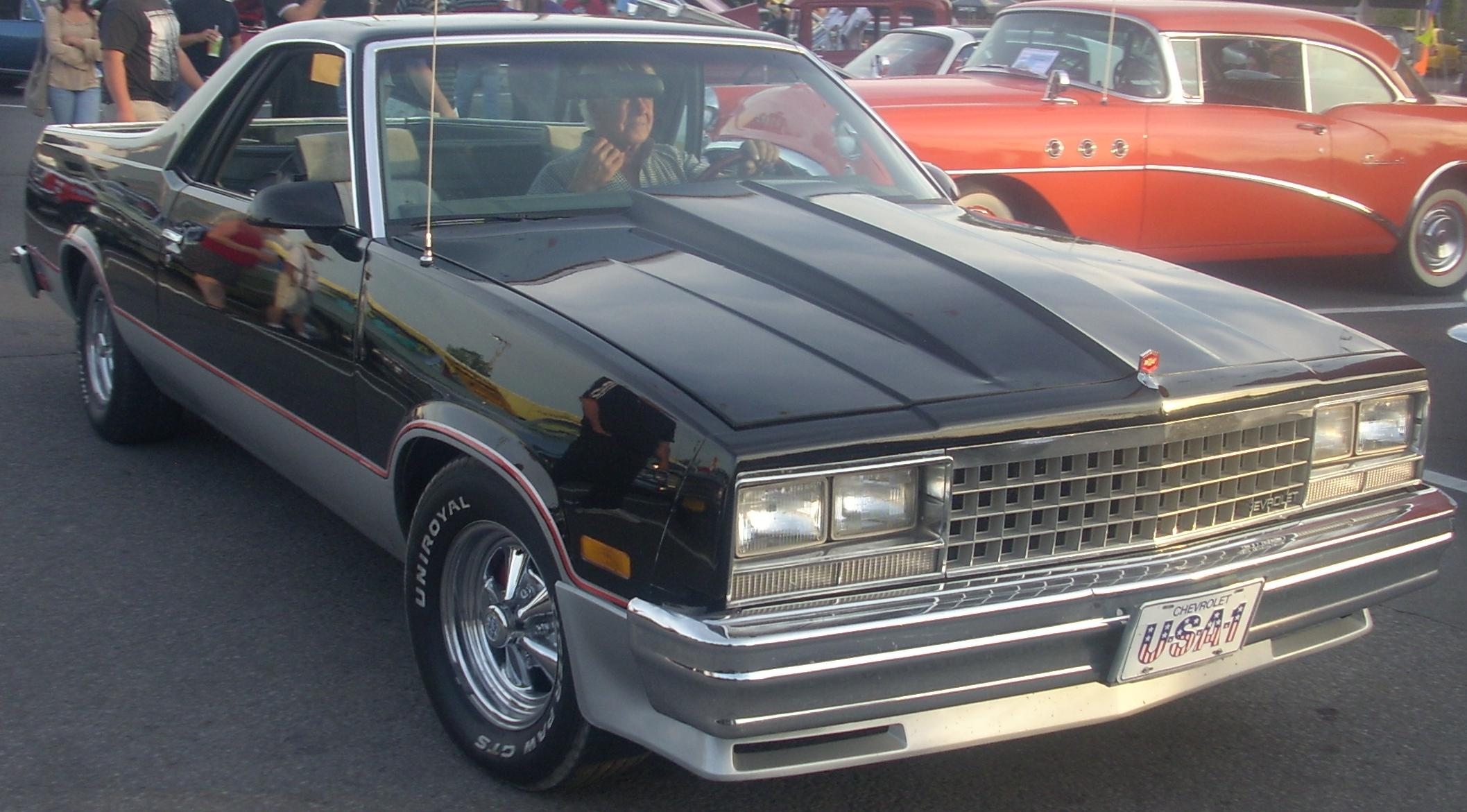
1985 Chevrolet El Camino

## В культуре
Марка автомобиля присутствует в названии полнометражного фильма «Эль Камино: Во все тяжкие».